# Wohnhaus Geschwister-Scholl-Straße 41 (Calvörde)
Das Wohnhaus Geschwister-Scholl-Straße 41 in Calvörde  steht unter Denkmalschutz.

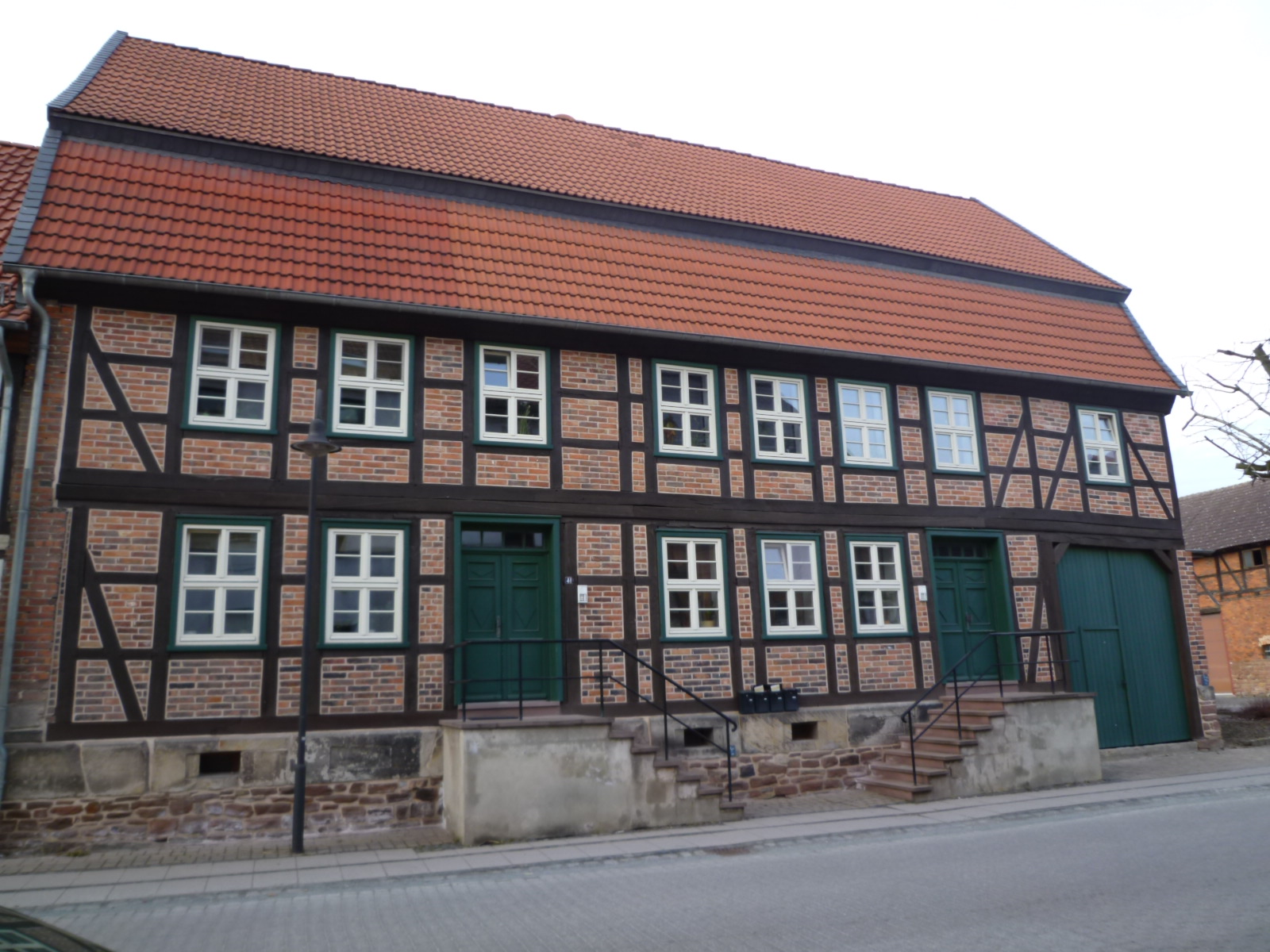
Wohnhaus 2011

## Lage, Beschreibung und Geschichte
Dieses Fachwerkwohnhaus steht in der Geschwister-Scholl-Straße (Hünerdorf) unweit des ehemaligen Calvörder Eiskellers. Das Bauwerk entstand im späten 18. Jahrhundert und besitzt einen großen Keller. Das Fachwerkhaus ist zweistöckig und besitzt ein Mansarddach. Ursprünglich war das Gebäude ein Großes Ackerbürgerwohnhaus, doch im 20. Jahrhundert wurden daraus zwei voneinander getrennte Einzelwohnhäuser gefertigt. Beide Teile des Fachwerkbaus besitzen eine Freitreppe zur jeweiligen Haustür. Diese kleinstädtische Architektur ist von großer handwerklicher Qualität. 
Im Rahmen eines Sanierungsprogrammes im Jahr 2000 wurde das Wohnhaus von Grund auf wieder instand gesetzt. Heute dienen beide Wohnhaushälften als Mietwohnungen.